# Bartoloměj Kuru
Bartolomej Kuru (ur. 6 kwietnia 1987 Nymburku) – austriacki piłkarz polskiego i czeskiego pochodzenia występujący na pozycji bramkarza w klubie DAC Dunajská Streda.
Bramkarz, którego rodzice pochodzili z Czech (ojciec) i Polski (matka), od 2005 do 2008 grał w drugiej drużynie Austrii Wiedeń. Austriackie obywatesltwo Kuru otrzymał w 2003 roku. Dnia 20 maja 2007 roku zadebiutował w austriackiej Bundeslidze. Jego zespół wygrał wówczas 3:0 z drużyną SCR Altach. W lipcu 2007 brał udział w mistrzostwach świata U20 w Kanadzie. W 2009 roku przeniósł się do Słowacji do DAC Dunajska Streda.

## Sukcesy
- Najlepszy bramkarz turnieju U19 w Katarze (2005)
- Udział w Mistrzostwach Europy U19 w 2006 roku w Polsce (półfinały)
- Uczestnictwo w Mistrzostwach Świata U20 2007 w Kanadzie (4. miejsce)